# Remparts d'argile
Pour plus de détails, voir Fiche technique et Distribution.
Remparts d'argile est un film franco-algérien réalisé par Jean-Louis Bertuccelli, sorti en 1971 et récompensé par le prix Jean-Vigo.
Premier long métrage de son réalisateur, ce film tourné en extérieurs en Algérie utilise la technique du cinéma-vérité. Il s'inscrit dans la tendance alors populaire dans le cinéma européen de productions politiquement engagées afin de promouvoir des réformes sociales dans le tiers-monde.

## Synopsis
L'action se déroule dans les années 1960 dans un village tunisien reculé où les ouvriers de la mine de sel locale organisent une grève, et les autorités réagissent en envoyant l'armée. La protagoniste (Leila Shenna) est une jeune femme qui décide d'aider les grévistes en piégeant les soldats. Cette résistance l'amène à s'émanciper de la culture patriarcale traditionnelle de la Tunisie rurale.

## Fiche technique
Sauf indication contraire, les informations mentionnées dans cette section peuvent être confirmées par la base de données cinématographiques Unifrance,  présente dans la section « Liens externes ».
- Titre : Remparts d'argile
- Réalisation : Jean-Louis Bertuccelli
- Assistance réalisation : Mohamed Bouamari
- Scénario : Jean-Louis Bertuccelli et Jean Duvignaud d'après son roman.
- Production : Uccelli Prod, Mohammed Lakhdar-Hamina
- Montage : François Ceppi
- Photographie : Andréas Winding
- Son : Oulmi
- Musique : Marguerite Taos Amrouche
- Pays de production :  France -  Algérie
- Langue de tournage : français
- Format : Eastmancolor - Mono - 35 mm
- Durée : 87 minutes
- Date de sortie : 
  - France : 11 novembre 1979

## Distribution
- Leila Shenna : Jeune femme
- Jean-Louis Trintignant : Impresario

## Accueil
Deux projections du film en présence du réalisateur ont été annulées en 1971 au Sénégal et en Mauritanie par les conseillers culturels des ambassades de France. La raison invoquée est que le film était « explosif » et qu'« aucun autochtone ne devait voir le film ».